# Gunnar Asther
Gunnar Asther, född 4 mars 1892 i Malmö, död 28 februari 1974 i Malmö, var en svensk seglare som tävlade i starbåt.
Han seglade för Malmö YK. Han blev olympisk bronsmedaljör i Los Angeles 1932 tillsammans med Daniel Sundén-Cullberg.